# دانیل شانتپی دولاسوسای
دانیل شانتپی دولاسوسای (متولد ۱۰ دسامبر ۱۸۱۸ در لاهه - ۱۳ فوریه ۱۸۷۴ در خرونینگن) کشیش و الهی‌دان هلندی و استاد دانشگاه خرونینگن بود. او را پایه‌گذار پدیدارشناسی دین می‌دانند.